# George Mizo

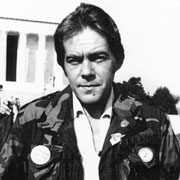
George Mizo

George Mizo (* 21. Oktober 1945, Waltham, Massachusetts; † 18. März 2002) war ein amerikanischer Aktivist, Veteran und Gründer des Vietnam Friendship Village in Hanoi, Vietnam. Die Einrichtung betreut Menschen, die an Erkrankungen im Zusammenhang mit Agent Orange leiden, und eröffnet gleichzeitig Möglichkeiten für den interkulturellen Dialog.
Er wurde mit der vietnamesischen Vietnam Friendship Medal (Huy chương hữu nghị, Freundschafts-Medaille) ausgezeichnet.

## Leben

### Jugend
Mizo wurde am 21. Oktober 1945 in Waltham, Massachusetts, geboren. Er war der Sohn eines Blackfoot Sioux und einer irisch-amerikanischen Mutter. Die Eltern gehörten der Arbeiterklasse an. Bevor er an der Lou-Gehrig-Krankheit erkrankte, arbeitete der Vater für Raytheon, einen Rüstungskonzern. Im Herbst 1963 trat George in die US-Armee ein, wo er bis 1966 diente. Nach dem Ende seines ersten Einsatzes in der Armee entschied sich Mizo, sich erneut freiwillig für den Einsatz in Vietnam zu melden.
Er erhielt im Einsatz die Auszeichnungen Purple Heart und Silver Star.

### Aktivismus
Während er zur Genesung in einem Militärkrankenhaus in Seattle war, erfuhr er, dass alle Kameraden seines Zuges in der Tet-Offensive gefallen waren. Als er das erfuhr, brach er mit der Armee. Er entschied sich, nicht in den Krieg zurückzukehren, wurde vor ein Kriegsgericht gestellt und verbüßte zweieinhalb Jahre im Gefängnis, bevor er schließlich unehrenhaft entlassen wurde.
1986 schloss sich Mizo den Veteranen-Kollegen Charles Liteky, S. Brian Wilson und Duncan Murphy im Protest Veterans Fast for Life an. Die Gruppe trat für eine Änderung der US-Politik in Lateinamerika ein, fastete 46 Tage lang auf den Stufen des Kapitols in Washington, D.C. und erklärte den Verzicht auf die Medaillen, die sie für ihre Militärdienste erhalten hatten. Als das Protest-Fasten am 10. Oktober zu Ende ging, beschrieb die New York Times Mizo als „...dem Tode nahe. Er [George Mizo] hat 45 Pfund (20,4 kg), 25 Prozent seines Körpergewichts, abgenommen. Und wegen einer Atemwegsinfektion, sagt er, habe ihm der Arzt gesagt, dass er in ‚fünf oder sechs Tagen abrutschen werde‘. Seine Muskeln ziehen sich zusammen, während sie verkümmern, und nachts, sagte er, ‚wache ich mit quälenden Krämpfen in meinen Beinen auf‘.“ Einen Monat nach dem Protest-Fasten wurde die Iran-Contra-Affäre öffentlich.

## Vietnam Friendship Village
Nach dem Protest Veterans Fast for Life und den Enthüllungen über die schädlichen Auswirkungen von Agent Orange auf Veteranen aller Kriegsparteien engagierte sich Mizo in der Versöhnungsarbeit in Vietnam. Mizo plante ursprünglich den Bau einer Friedenspagode und begründete dann das Vietnam Friendship Village.
Das Dorf beherbergte 2014 mehr als 120 Personen und bietet Aufenthalt, Bildung, Berufsausbildung und Physiotherapie an. Zusätzlich zu der Arbeit mit Kindern arbeitet das Friendship Village auch direkt mit Veteranen zusammen und bietet Gesundheitsdienste, Bildung und Möglichkeiten zum interkulturellen Dialog.
Das Vietnam Friendship Village wird von einem globalen Netzwerk aus Spendern und Freiwilligen unterstützt. Zahlreiche Fundraising Committees für das Friendship Village existieren weltweit, in den Vereinigten Staaten, in Vietnam, in Deutschland und Frankreich. Die Organisation nutzt diese internationale Unterstützung, um Projekte und den täglichen Betrieb der Haupt-Residenz in Hanoi, Vietnam, zu finanzieren.

## In den Medien
Über George Mizo wurde in vielen Beiträgen über Antikriegsaktivismus und die Folgen des Vietnamkrieges berichtet.
Am Ende der Fastenaktion am Kapitol trat Mizo mit seinen Mitdemonstranten in der Phil Donahue Show auf, um über ihre Aktion zu diskutieren.
Im Rahmen einer Geschichte über die friedliche Zusammenarbeit zwischen den Vereinigten Staaten und Vietnam interviewte PBS einen Unterstützer des Dorfprojekts und berichtete über Mizos Vision of Reconciliation.
George Mizo und das Vietnam Friendship Village standen im Mittelpunkt von Michelle Masons preisgekröntem Dokumentarfilm The Friendship Village Darin wird der Prozess, der zur Gründung des Dorfes führte, beschrieben und die Vision und das Potenzial des Projekts.
Mizo und The Friendship Village standen auch im Mittelpunkt von Matthias Leupolds Dokumentarfilm Lighter than Orange.

## Familie
Mizo lernte seine Frau Rosemarie Höhn-Mizo 1986 während eines Friedensmarsches in Deutschland kennen. Später im selben Jahr schloss sie sich ihm an, um in Washington, D.C., sein Fasten zu unterstützen. Nach dem Fasten kehrten George und Rosemarie nach Deutschland zurück, wo der Sohn Michael geboren wurde. Rosemarie ist Leiterin des Deutschen Freundschaftsdorfkomitees.
Am 18. März 2002 verstarb George Mizo an den Folgen von Komplikationen im Zusammenhang mit Agent Orange in Deutschland.